# Klaus Mahler
Klaus J. Mahler (* 15. September 1940 in Stuttgart; † Oktober 2011 in Berlin) war ein deutscher Architekt und Hochschullehrer.

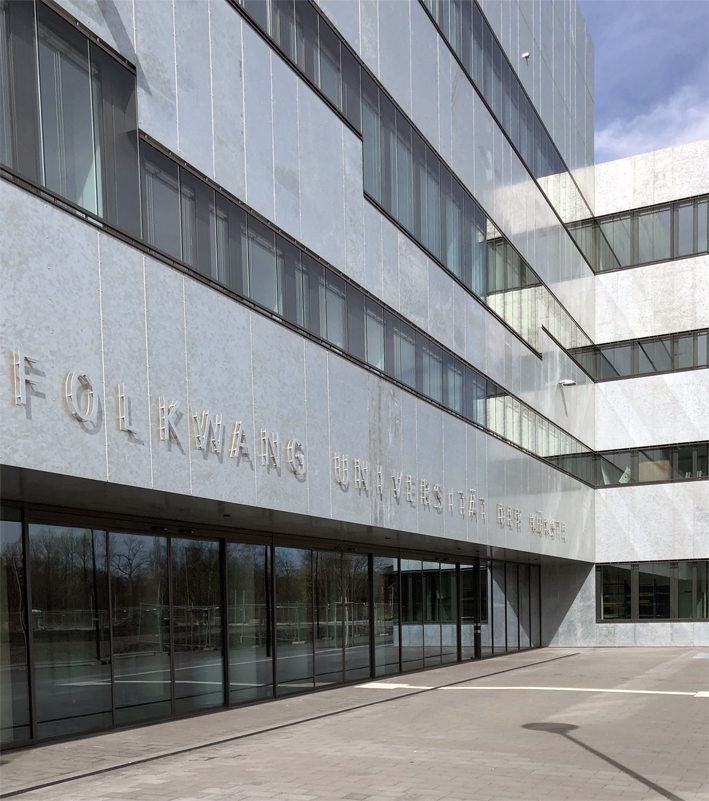
Folkwang Universität der Künste, Essen

## Werdegang
Klaus Mahler verlebte seine Kindheit in Freudenstadt. Nach dem Abitur am altsprachlichen Zug des Eberhard-Ludwigs-Gymnasiums Stuttgart studierte er an der Universität Stuttgart Architektur. 1966 machte er sein Diplom und arbeitete im Anschluss einige Jahre im Architekturbüro Kammerer + Belz in Stuttgart. 1970 gründete er in seiner Heimatstadt ein eigenes Büro. Von 1975 bis 1981 war Mahler Professor für Baukonstruktion an der Fachhochschule Köln, danach bis zu seiner im Jahre 2003 erfolgten Emeritierung Professor für Baukonstruktion und Entwerfen an der Universität Kaiserslautern. 1987 entstand die Bürogemeinschaft Mahler Gumpp Schuster Architekten in Stuttgart. 1990 war Mahler zusammen mit Hartmut Fuchs Mitbegründer des Büros Mahler Günster Fuchs Architekten.

## Bauten

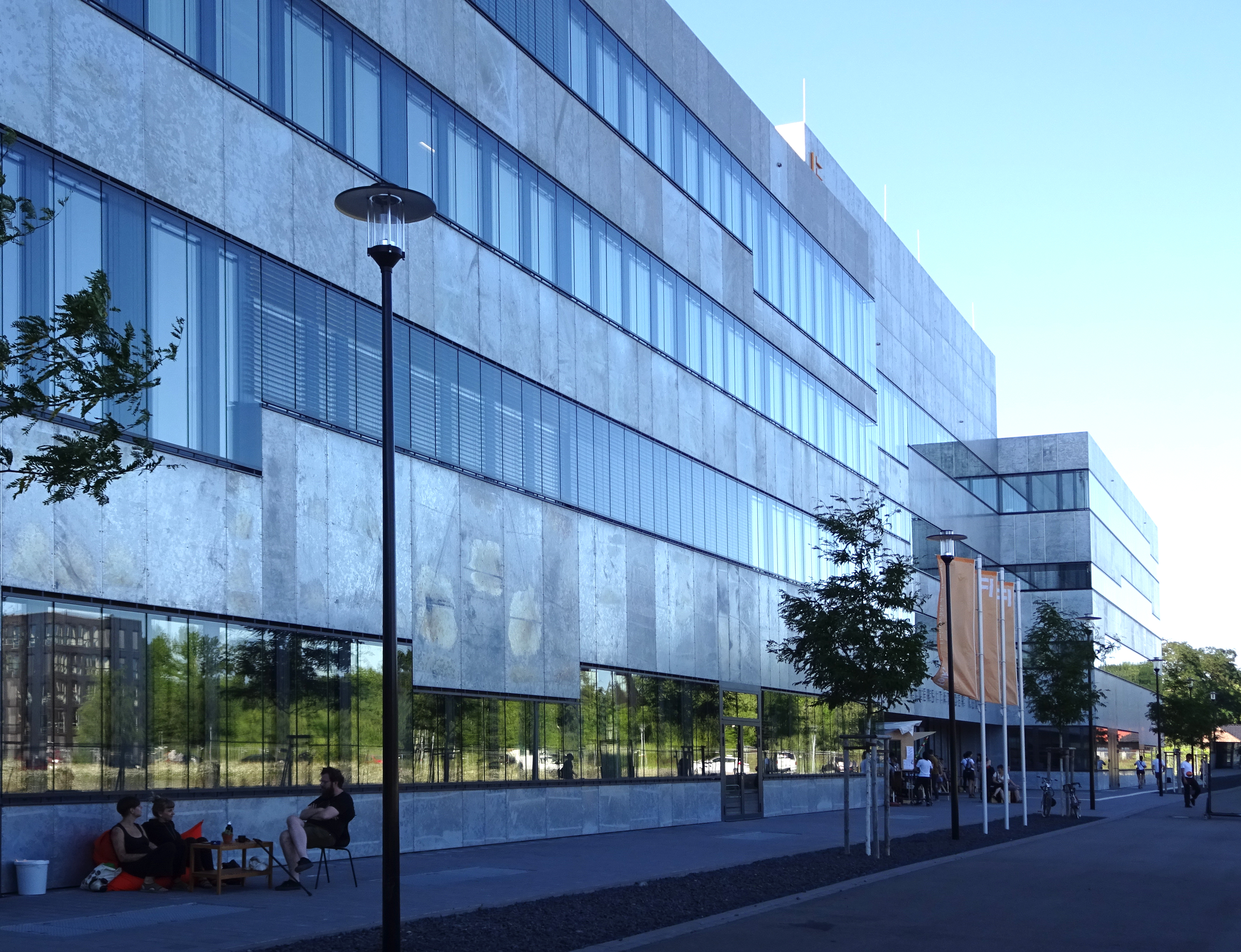
Folkwang Universität der Künste, Fassade

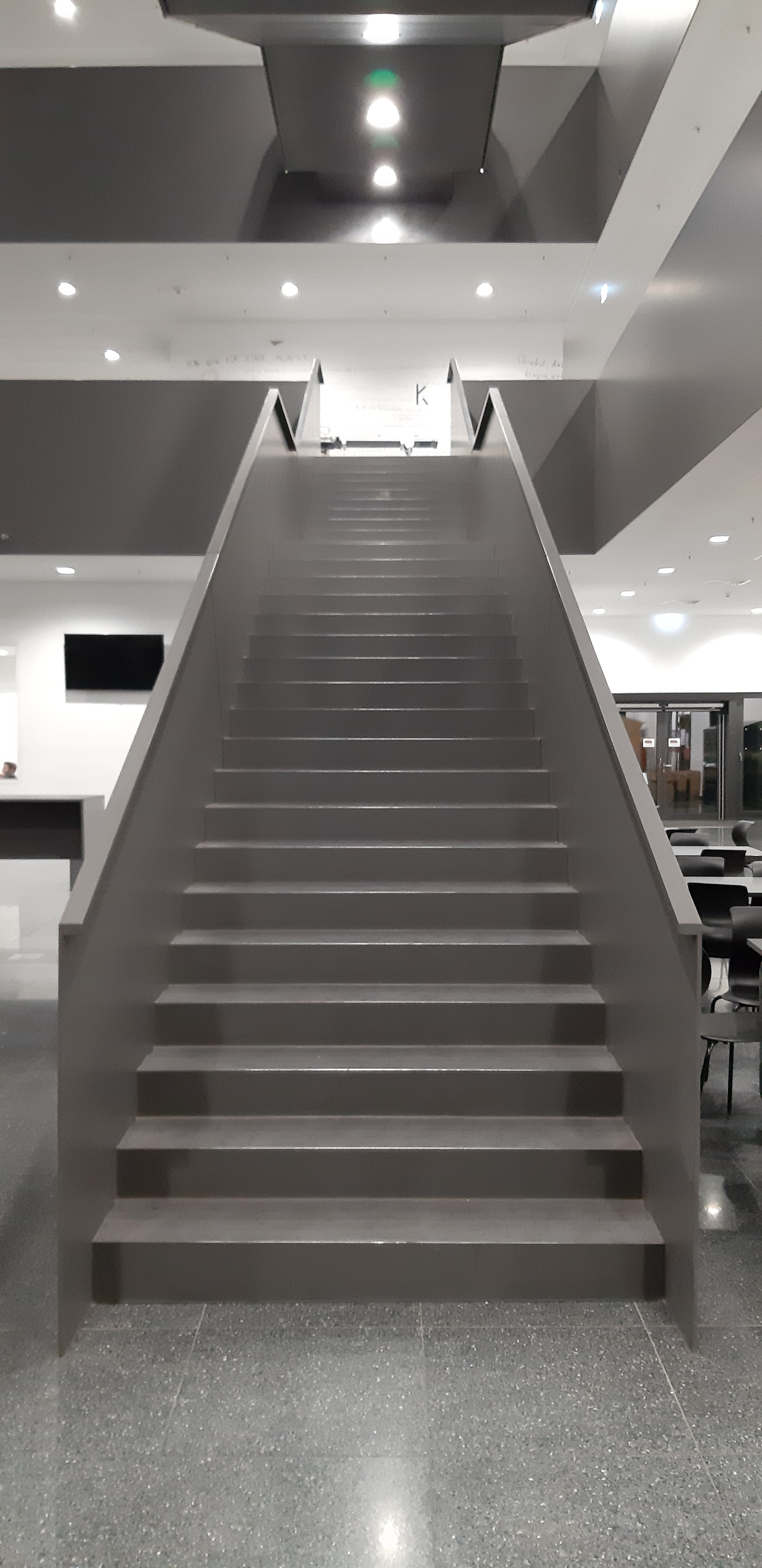
Folkwang Universität der Künste, Innenraum

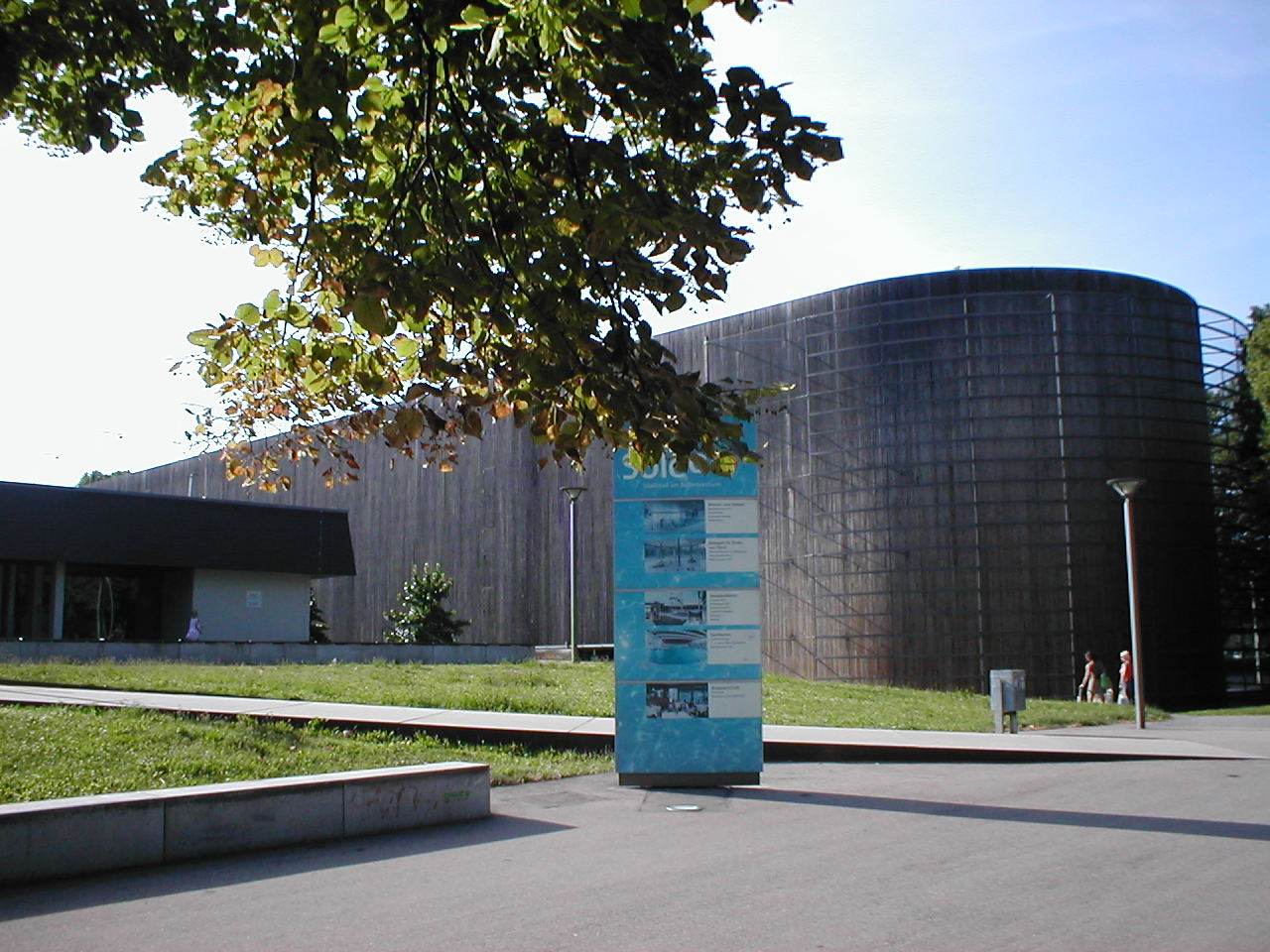
Parkhaus am Bollwerksturm, Heilbronn

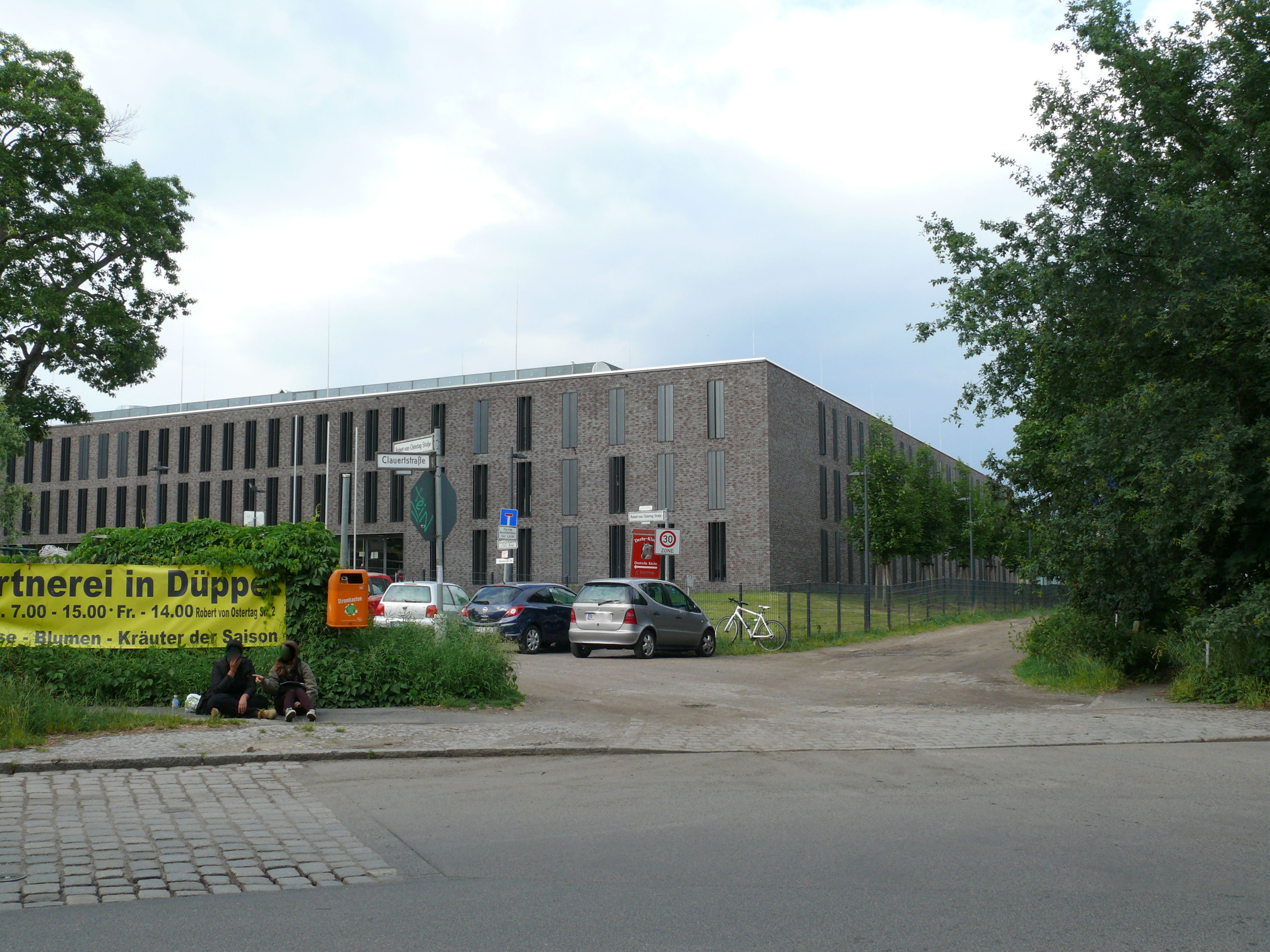
Justizvollzugsanstalt, Düppel

als Mitglied der Architektengemeinschaft „Mahler Gumpp Schuster“:
- 1987–94: Erweiterung der Staatlichen Akademie der Bildenden Künste, Stuttgart[4]
- 1992: Kaufhaus Hettlage am Milchmarkt, Schwäbisch Hall[5]
- 1992: Blendstatthalle in Schwäbisch Hall[6]
- 1993/94: Gewerbeschule in Karlsruhe-Durlach[7]

als Mitglied der Architektengemeinschaft „Mahler Günster Fuchs“:
- 1996–1999: Finanzamt in Schwarzenberg[8]
- 1999–2001: Fachhochschule für Gestaltung in Wiesbaden[9]
- 2000: Parkhaus am Bollwerksturm in Heilbronn[10]
- 2000–2005: Deutsche Botschaft in Tokio[11]
- 2001–2004: Fachoberschule- und Berufsoberschule in Memmingen[12]
- 2002–2006: Hochschule in Aalen
- 2005: Verfügungs- und Funktionsgebäude im Talklinikum in Tübingen[13]
- 2005–2010: Justizvollzugsanstalt in Berlin-Düppel[14]
- 2006: Erweiterung Fachhochschule in Aalen[15]
- 2008: Seniorentreff in Reinbek[16]

## Wettbewerbserfolge
Klaus Mahler nahm an zahlreichen Wettbewerben erfolgreich teil, z. B.:
- 1989: Mediapark Köln, 1. Preis
- 1990: Gewerbeschule Karlsruhe-Durlach, 1. Preis
- 1991: Volksbank Göppingen, 1. Preis
- 1992: Mörike-Gymnasium Ludwigsburg, 1. Preis
- 1995: Grund- und Hauptschule München-Riem, 1. Preis
- 1996: Finanzamt Schwarzenberg, 1. Preis
- 1997: Neuer Stadtkern in Altenberg, 1. Preis
- 1998: Bürogebäude Glasbau Seele Augsburg, 1. Preis
- 1999: Erweiterte Fachhochschule Wiesbaden, 1. Preis
- 2000: European Headquarters Krystaltech Reutlingen, 1. Preis
- 2001: Gesamtschule Drake in Frankfurt, 1. Preis
- 2002: Fachhochschule Salzburg-Urstein, 1. Preis
- 2003: Verfügungs- und Funktionsgebäude im Talklinikum in Tübingen, 1. Preis
- 2005: Justizvollzugsanstalt Düppel in Berlin-Zehlendorf, 1. Preis

## Auszeichnungen und Preise
- 1980: BDA-Preis Baden-Württemberg
- 1981/1991/1997/2000/2011: Hugo-Häring-Preis
- 1982/2005/2007: Deutscher Holzbaupreis
- 1982/1990: Deutscher Stahlbaupreis
- 1989: Deutscher Naturwerksteinpreis
- 1990/1995/1997/1999/2003/2007: Deutscher Architekturpreis (Anerkennungen und Auszeichnungen)
- 1996: Balthasar-Neumann-Preis - Anerkennung
- 1998: Holzbaupreis Bayern
- 1999: BDA-Preis Bayern
- 2001: Renault Traffic Award
- 2004: Bayerischer Bauherrenpreis für Stadterneuerung
- 2004–2011: Auszeichnung für Beispielhaftes Bauen der Architektenkammer BW